# Naci Ağbal
Naci Ağbal (* 1. Januar 1968 in Bayburt) ist ein türkischer Politiker der Adalet ve Kalkınma Partisi (AKP). Er war von 2015 bis 2018 Finanzminister der Türkei. Am 7. November 2020 ernannte ihn Staatspräsident Recep Tayyip Erdoğan im Zuge einer anhaltenden Währungs- und Schuldenkrise als Nachfolger von Murat Uysal zum Präsidenten der Türkischen Zentralbank. In diesem Amt verblieb er bis zum 20. März 2021.

## Leben
Naci Ağbal wurde 1968 als Sohn von Yakup und Minteha Ağbal geboren. 1989 schloss er ein Studium der Politikwissenschaften an der Istanbul Üniversitesi erfolgreich ab und begann eine Karriere als Finanzbeamter. 1998 schloss er ein MBA-Studium an der University of Exeter ab.
Im Jahr 2003 wurde er Abteilungsleiter im Generaldirektorat für Einnahmen und 2007 Generaldirektor für Budget- und Finanzkontrolle. Im Oktober 2008 wurde er von der türkischen Regierung in den Hochschulrat (YÖK) bestellt. Bereits seit März 2008 war er Mitglied des Kuratoriums der Ahmed-Yesevi-Universität. Am 12. Juni 2009 wurde er Unterstaatssekretär im Finanzministerium.
Ağbal war einer von 200 Beamten, die im Februar 2015 ihr Amt niederlegten, um als Kandidat bei der Parlamentswahl im Juni 2015 anzutreten. Er wurde Kandidat der AKP für den Wahlbezirk seiner Heimatstadt und wurde im Juni 2015 in die Große Nationalversammlung der Türkei gewählt sowie bei den Neuwahlen im November desselben Jahres erneut gewählt.
Nachdem die AKP die Parlamentswahlen mit einer knappen Mehrheit gewonnen hatte, berief Ministerpräsident Ahmet Davutoğlu Ağbal am 24. November 2015 als Finanzminister in das Kabinett. Ağbal folgte Mehmet Şimşek, der zum stellvertretenden Ministerpräsidenten berufen wurde und seit 2009 Finanzminister war. In seiner ersten Rede nach seiner Ernennung stellte Ağbal seine Pläne vor. Er verkündete die Fortführung der Reformen und versprach, dass die türkische Regierung von den Prinzipien der Haushaltsdisziplin nicht abweichen werde. Er betonte die Notwendigkeit starker Finanzstrukturen für ein potenzielles Wirtschaftswachstum.
Ab dem 7. November 2020 diente Ağbal als Präsident der Türkischen Nationalbank und verfolgte eine straffe Geldpolitik, in deren Zuge sich die türkische Lira erholte. Als er am 18. März 2021 den Leitzins um zwei Prozent auf 19 Prozent erhöht hatte, erfolgte tags darauf seine Entlassung durch Staatspräsident Erdoğan. Dieser ersetzte ihn durch Şahap Kavcıoğlu, einen ehemaligen Abgeordneten der Regierungspartei AKP. Die türkische Lira verlor daraufhin gegenüber anderen Währungen um mehr als 10 Prozent.

## Privatleben
Naci Ağbal ist verheiratet und Vater zweier Kinder.